# Château de Fauguernon
Le château de Fauguernon est un ancien château fort, aujourd'hui en ruine dont les vestiges se dressent sur le territoire de la commune française de Fauguernon, dans le département du Calvados, en région Normandie. Les restes de l'édifice sont inscrits au titre des monuments historiques.

## Localisation
Les restes du château sont situés, route de Rocques, au bout de la crête qui domine le village de Fauguernon, en bordure du plateau du Lieuvin et à proximité de la vallée de la Touques, dans le département français du Calvados. Sa position en faisait une place très importante.

## Historique
La vicomté ou baronnie de Fauguernon, l'un des grands fiefs du duché de Normandie, donnait droit de séance à l'Échiquier. Elle comprenait huit fiefs de haubert et s'étendait sur les paroisses du Pin, Norolles, Saint-Philbert-des-Champs et autres aux environs.
Au début du XIe siècle le fief est la possession de Toustain de Bastebourg.
Le château date des XIIe, XIIIe et XVIe siècles.
Le château défendue par Robert Bertran qui résista trois mois est pris et démantelé en 1147 par le comte d'Anjou, Geoffroy Plantagenêt,. Au XIIe siècle, Robert IV Bertran (1144-1194), baron de Bricquebec, est en possession des seigneuries de Roncheville, de Fauguernon, Fontenay-le-Marmion, plus la moitié de la ville et du port de Honfleur et outre-Manche, le domaine de Barde (Essex),. Un autre Robert Bertran est au début du XIIIe siècle au côté de Simon de Montfort à la croisade des albigeois. En 1275, à la suite d'un partage des domaines du lignage des Bertran, Fauguernon échoit à Guillaume Bertrand, frère cadet d'un Robert Bertran qui conserve la baronnie de Bricquebec, Roncheville et Honfleur.
Vers le milieu du XIVe siècle la place passe successivement par mariage aux familles de Garancières puis de Montenay. En 1417, le château possession de Guillaume de Montenay est occupé par les troupes du roi d'Angleterre lors de la seconde phase de la guerre de Cent Ans. Les français le reprennent en 1449 et fait retour à la famille de Montenay qui le conserve jusqu'en 1493. À cette date, il est acquis par Christophe de Cerisay, baron de La Haye-du-Puits et chambellan de Charles VIII. Sa fille unique, Marie de Cerisay fait passer Fauguernon à la famille de Brézé à la suite de son mariage avec Gaston de Brézé, l'un des fils du comte de Maulévrier, seigneur de Plasnes et d'Auvrecher. À la mort en 1589, de leur fils et héritier, Louis de Brézé, évêque de Meaux, les terres de Fauguernon sont partagées entre ses cousines germaines, nées de Louis de Brézé, comte de Maulévrier, frère de Gaston, et de Diane de Poitiers : Françoise de Brézé épouse de Robert IV de La Marck et Louise de Brézé épouse de Claude II d'Aumale.
En 1590, lors des guerres de Religion, le château et à nouveau pris à la force des canons et démantelé à la suite de sa prise par le duc de Montpensier, gouverneur de Normandie, car des ligueurs s'y étaient réfugiés,.
Les terres furent vendues au début du XVIIe siècle à Nicolas de Mire, seigneur d'Angerville, et dont la fille et héritière, Françoise de Mire, devenue veuve, épousa en secondes noces Louis-Jacques Le Conte de Nonant,.
Les Le Conte, tout au long du XVIIIe siècle, s’intitulèrent « marquis de Pierrecourt, vicomtes, barons et hauts justiciers de Fauguernon, seigneurs de la Pinterie, du Pin, Angerville, Betteville, Forges…, et présentèrent aux cures de Fauguernon, Saint-Philbert-des-Champs et Écorcheville (Le Breuil-en-Auge) ». Ils conserveront les terres de Fauguernon jusqu'à la Révolution.

## Description
Le château est ruiné depuis 1590. Il était entouré d'une double enceinte, et protégé par de profonds fossés encore visible aujourd'hui.
L'enceinte extérieure protégeait une basse-cour occupée par une ferme dont les bâtiments comportent encore des éléments du XVIe siècle. Un pont-levis permettait, à partir de cette basse-cour, d'accéder à la seconde enceinte de plan sensiblement carrée, également protégée par de très profonds fossés, flanquée de sept tours dont une à usage de donjon, et dont les murs avaient deux mètres d'épaisseur.

## Protection
Les vestiges du château sont inscrits au titre des monuments historiques par arrêté du 16 octobre 1930.